# Атлантис (спомагателен крайцер)
Вижте пояснителната страница за други значения на Атлантис.
„Атлантис“ (на немски: Atlantis), HSK-2 е спомагателен крайцер на Кригсмарине – военноморския флот на Нацистка Германия. Това е преустроеният товарен кораб „Голденфелс“ (Goldenfels – „Златна скала“), в германския флот е познат като „Шиф-16“ (на немски: Schiff 16), в Кралския флот на Великобритания получава обозначението „Рейдер C“. В края на март 1940 г. тръгва на рейдерски поход, преминава през блокадата на Северния Атлантик и плава във водите на Атлантическия, Индийския и Тихия океан. Изминава повече от 161 хил. km за 602 дни и потопява 22 кораба с общ тонаж 145 968 тона, което е най-добрият резултат от всички надводни кораби на Кригсмарине, поставя и 92 мини около бреговете на Южноафриканския съюз.. Потопен е на 21 ноември 1941 г. от британския крайцер „Девъншър“. Командир на кораба е капитан 3-ти ранг Бернхард Роге.

## Подготовка за похода
Товарният съд „Голденфелс“ (Златна скала) е построен 1937 г. на бременските стапели на „Bremer Vulkan“ за корабоплавателната компания „Hansa Line“. Корабът е с водоизместимост 17600 тона с един комин в средната част, развива скорост до 17,5 възела и е с размери 155-метрова дължина; 18,7-метрова ширина и 8,7-метрово газене. След началото на войната е реквизиран от ВМС на Германия. Преустройството на кораба в спомагателен крайцер започва на 5 септември 1939 г. под ръководството на капитан 3-ти ранг Бернхард Роге в бременската корабостроителница „Deutsche Schiff – und Maschinenbau AG“. В процеса на работа се появяват проблеми с планировката (поради унищожените след Версайския договор документи, свързани с рейдерите от Първата световна война, които следва да се проектират от нулата) и снаряжаването (предимно заради секретността на проекта) на кораба. Решавайки тези проблеми, Роге два пъти посещава капитан 3-ти ранг Нергер, който командва спомагателния крайцер „Волф“ по време на миналата война; също и с командирите на другите преустройвани рейдери в корабостроителницата „Blohm + Voss“ в Хамбург.
Корабът е оборудван по следния начин: два шестцилиндрови дизелни двигатели MAN, които позволяват плаване от 60 000 мили без допълнителна бункеровка; шест 150 mm и едно 75 mm (за предупредителни изстрели) оръдия; две сдвоени 37-mm зенитни оръдия и четири 20-mm зенитни оръдия; четири торпедни апарата; деветдесет и две морски мини EMC; два самолета „Heinkel He 114“, които се намират в преправения на хангар трюм № 2 (вторият самолет, независимо от протестите на Роге, е предаден на рейдера в разглобен вид, с мотива, че са дефицитни); фалшиви бордове, които с помощта на система от противотежести се отварят нагоре; маскировъчен, фалшив и разглобяем втори комин; телескопически мачти; дървени оръдия; лъжливи оръдейни платформи; големи сандъци, наподобяващи палубен товар.
През юли 1939 г. капитан Роге получава назначение в случай на война да поеме командването над „HSK 2“. В края на месеца той е назначен за командир на учебния ветроход „Алберт Лео Шлагетер“, който подготвя старшини в Балтийско море. На 25 август „Шлагетер“ получава заповед да се прибере в базата, в началото на септември Роге заминава за Бремен. Там той получава досиетата на всички бъдещи членове на екипажа му, които от съображение за сигурност са квартировани в училището за старшини в Бремерхафен. За поста старши помощник е назначен професор по история на изкуствата, чиито знания във военноморската наука не се нравят на Роге. Дружбата му с капитан 3-ти ранг Винтер от кадровия отдел на офицерския състав във Вилхелмсхафен позволява на Роге да изиска за длъжността полиглотът и доктор по философия Улрих Мор, син на неговия приятел, назначен на плаваща база. Първи офицер е капитан-лейтенант Ерих Кюн; щурман – капитанът от търговския флот Паул Каменц, артилерийски офицер – лейтенант Лоренц Кеш. Също така на кораба са назначени няколко капитани и първи помощници от търговския флот, които следва да откарват към родните брегове пленените кораби. Повече от сто от първоначално зачислените на кораба старшини и матроси, по настояване на Роге, са сменени; в частност, той си извоюва преместването на рейдера от Балтика на дванадесет старшини от „Шлагетер“. Екипажът е разположен на кораба по следния начин: всеки офицер има своя каюта; главните старшини живеят в каюти по един или по двама; старшините са разположени в кубрици за 4 или 8 души; матросите спят в кубрици за 18 – 50 души, по възможност до бойния пост, 50 от тях получават хамаци, останалите имат койки.
На 19 декември 1939 г., след 14 седмици в док и почти 400 хил. човекочаса труд, търговският рейдер е въведен в строй под даденото му от Роге име „Атлантис“. След 2 дена, когато 80% от екипажа е вече на борда, корабът провежда първите мореходни изпитания по Везер. На 28 декември „Атлантис“ се насочва от Бремен към Кил и през нощта засяда на плитчина. След 6 часа приливът освобождава рейдера, но съдбата на капитана виси на косъм – преди 25 години заседналият в плитчина до германските брегове „Волф“ се разделя с капитана си с мотивировката „карък“. Въпреки това, независимо от суеверния фюрер, Роге не пострадва от грешката на лоцмана. На 31 януари, при пълна секретност, корабът е инспектиран от гросадмирала Ерих Редер. Към началото на пролетта „HSK 2“ е готов за поход, като контрамярка срещу вражеското разузнаване Роге поръчва поставянето на мишени до Пилау. На 11 март, заедно с „Орион“ и „Видер“ „Атлантис“ преминава през Килския канал под камуфлаж, след което хвърля котва в малкия залив Зюдерпип на западното крайбрежие на Шлезвиг-Холщайн. Там е свален вторият комин и рейдерът е маскиран като 5749-тонния норвежки кораб „Кнут Нелсон“.

## Бойни действия

### Рейдерскипоход
Бидейки сред първите спомагателни крайцери на Германия във Втората световна война, „Атлантис“ напуска базата си на 6 април 1940 г. Маскирайки се първо като норвежкия кораб „Кнут Нелсон“, а след това като съветския кораб „КИМ“, „Атлантис“ първи от рейдерите излиза в Атлантическия океан.
- 18 април 1940 г. „Атлантис“ получава задача да се насочи към корабоплавателни маршрут „Кейптаун – Фрийтаун“, за да отклони част от силите на Кралските ВМС на Великобритания от бреговете на Германия.
- Вечерта на 10 май до нос Иглен близо до бреговете на Южна Африка „Атлантис“ поставя 92 мини.
- От май до септември 1940 „Атлантис“ действа в Индийския океан, маскиран като датския кораб „Аббекерк“, а след това като норвежкия съд „Тарифа“.
- От октомври 1940 г. до ноември 1941 г. „Атлантис“ води рейдерство в Тихия океан.
- 14 – 16 февруари „Атлантис“ се среща с „Адмирал Шеер“, който се зарежда с дизелово гориво от резервоарите на „Кети Бровиг“, независимо от съобщението на щаба, че конкретното гориво не е подходящо за него.
- На 17 май „Атлантис“ среща британските кораби: линкора „Нелсън“ и самолетоносача „Игъл“, които не му обръщат внимание.
- На 21 ноември 1941 г., извършвайки зареждане на подводницата U-126, „Атлантис“ е открит от палубния самолет на британския крайцер „Девъншър“ (HMS Devonshire (39)). След време се появява и самият крайцер, който след кратка стрелба потопява „Атлантис“ и не започва спасяване на хората, опасявайки се от торпедата на подводницата (всъщност U-126 в това време е без командир). След изплуването на подводницата, тя прибира оцелелите от екипажа и взема спасителните лодки на буксир. За да ѝ помогнат към нея се насочват U-129 и U-124. Спасените са оставени на снабдителния кораб „Питон“, който на свой ред на 1 декември е потопен в аналогична ситуация от крайцера „Дорсетшир“. След продължително плаване на 4 немски и 4 италиански подводници, оцелелите от екипажа се връщат в Германия.

## Резултати
Потопени и пленени съдове:
| Националност   | Тип              | Име                 | Тонаж   | Дата              | Резултат |
| -------------- | ---------------- | ------------------- | ------- | ----------------- | -------- |
| Великобритания | Товарен кораб    | „Scientist“         | 6199    | 3 май 1940        | Потопен  |
| Норвегия       | Товарен кораб    | „Tirranna“          | 7230    | 10 юни 1940       | Пленен   |
| Великобритания | Товарен кораб    | „City of Bagdad“    | 7506    | 11 юли 1940       | Потопен  |
| Великобритания | Товарен кораб    | „Kemmendine“        | 7770    | 13 юли 1940       | Потопен  |
| Норвегия       | Товарен кораб    | „Talleyrand“        | 6732    | 2 август 1940     | Потопен  |
| Великобритания | Товарен кораб    | „King City“         | 4744    | 24 август 1940    | Потопен  |
| Великобритания | Танкер           | „Athelking“         | 9557    | 9 септември 1940  | Потопен  |
| Великобритания | Товарен кораб    | „Benarty“           | 5800    | 10 септември 1940 | Потопен  |
| Франция        | Пътнически кораб | „Commissaire Ramel“ | 10 061  | 20 септември 1940 | Потопен  |
| Югославия      | Товарен кораб    | „Durmitor“          | 5623    | 22 октомври 1940  | Пленен   |
| Норвегия       | Танкер           | „Teddy“             | 6748    | 9 ноември 1940    | Потопен  |
| Норвегия       | Танкер           | „Ole Jakob“         | 8306    | 10 ноември 1940   | Пленен   |
| Великобритания | Товарен кораб    | „Automedon“         | 7528    | 11 ноември 1940   | Потопен  |
| Великобритания | Товарен кораб    | „Mandasor“          | 5144    | 24 януари 1941    | Потопен  |
| Великобритания | Товарен кораб    | „Speybank“          | 5154    | 31 януари 1941    | Пленен   |
| Норвегия       | Товарен кораб    | „Ketty Brövig“      | 7301    | 2 февруари 1941   | Пленен   |
| Египет         | Пътнически кораб | „Zam Zam“           | 8299    | 17 април 1941     | Потопен  |
| Великобритания | Товарен кораб    | „Rabaul“            | 6809    | 14 май 1941       | Потопен  |
| Великобритания | Товарен кораб    | „Trafalgar“         | 4530    | 24 май 1941       | Потопен  |
| Великобритания | Товарен кораб    | „Tottenham“         | 4762    | 17 юни 1941       | Потопен  |
| Великобритания | Товарен кораб    | „Balzac“            | 5372    | 22 юни 1941       | Потопен  |
| Норвегия       | Товарен кораб    | „Silvaplana“        | 4793    | 10 септември 1941 | Пленен   |
| Общо 22 кораба | Общо 22 кораба   | Общо 22 кораба      | 145 968 | 145 968           | 145 968  |

## Коментари
1. ↑  От на немски: Handelsstörkreuzer, което означава спомагателен крайцер номер 2.
2. ↑  „Шиф-16“ (нем. „Schiff 16“) – в превод от немски език означава „Плавателен съд № 16“.
3. ↑  Според различните оценки величината на потопения тонаж съставя 144 000…146 000 брт.

### Общи
- armed merchant cruisers of WW II ((en))
- Alfonso Arenas, Jonathan Ryan. Hilfskreuzer (Auxiliary Cruiser / Raider) Atlantis (html) //   Bismarck & Tirpitz.  Архивиран от оригинала на 2011-10-10. Посетен на 8 май 2010. (на английски)
- Atlantis (HSK 2) //   German Naval History.  Архивиран от оригинала на 4 февруари 2012. Посетен на 8 май 2010. (на английски)
- Automedon (html) //   merchant navy officers.  Архивиран от оригинала на 2010-11-19. Посетен на 3 май 2010. (на английски)
- Фотографии на кораба (htm) //   ddghansa-shipsphotos.de.  Архивиран от оригинала на 4 февруари 2012. Посетен на 3 май 2010. (на немски)

### Видеозаписи на „Атлантис“
- Потопяването на няколко кораба //   youtube. Посетен на 8 май 2010. (на немски)
- 1941-02-05 Die Deutsche Wochenschau Nr. 544. „Атлантис“ в тропиците //   youtube. Посетен на 8 май 2010. (на немски)
- В Общомедия има медийни файлове относно Атлантис (спомагателен крайцер)

|  | Тази страница частично или изцяло представлява превод на страницата „Атлантис (вспомогательный крейсер)“ в Уикипедия на руски. Оригиналният текст, както и този превод, са защитени от Лиценза „Криейтив Комънс – Признание – Споделяне на споделеното“, а за съдържание, създадено преди юни 2009 година – от Лиценза за свободна документация на ГНУ. Прегледайте историята на редакциите на оригиналната страница, както и на преводната страница, за да видите списъка на съавторите. ВАЖНО: Този шаблон се отнася единствено до авторските права върху съдържанието на статията. Добавянето му не отменя изискването да се посочват конкретни източници на твърденията, които да бъдат благонадеждни. |